# Makkolli
A makkolli (hangul: 막걸리) vagy thakcsu (탁주) erjesztéssel készülő koreai alkoholos ital, rizsbor. A thakcsu név a zavaros fehér színéből ered. Nevezik nongdzsunak (농, nong; „földművelés”) is, mert régen elsődlegesen a parasztok itala volt. Készítésekor gőzön főtt, lehűtött ragacsos rizshez Aspergillus oryzae-kultúrát tesznek és vízzel összekeverik, majd 10-20 napon keresztül 20-25 °C-os hőmérsékleten erjesztik. Készülhet árpából és búzából is. A makkolli tetejéről leszűrt, tiszta színű ital a jakcsu.

## Tulajdonságai
Energiatartalma 46 kcal 100 milliliterben. Egészséges italnak tartják, ami gazdag C-vitaminban, B-vitaminban, aminosavakban és élelmi rostban. Az 1970-es évekig Korea legnépszerűbb itala volt, a 21. században reneszánszát éli. Gyümölcsös koktélokat is készítenek belőle.
A legnépszerűbb változat a sszalmakkolli (쌀막걸리), ami rizsből készül. Ennek egy variánsa a tongdongdzsu (동동주), melyből nem szűrik ki a rizsszemeket, hanem hagyják az ital tetején lebegni. Fogyasztás előtt össze kell kavarni, vagy az élelmiszerüzletekben kapható palackozott verzió esetén fel kell rázni.

## Ismertebb márkák
- Cshamszari thakcsu (참살이탁주): a Hankjong Egyetem és egy makkollifőző-mester által kifejlesztett rizsfajtából készül.[1]
- Kukszundang sszalmakkolli (국순당 쌀막걸리): nyers rizsből készül[1]
- Szoul Thakcsu Csangszu szengmakkolli (서울탁주 장수 생막걸리)[1]

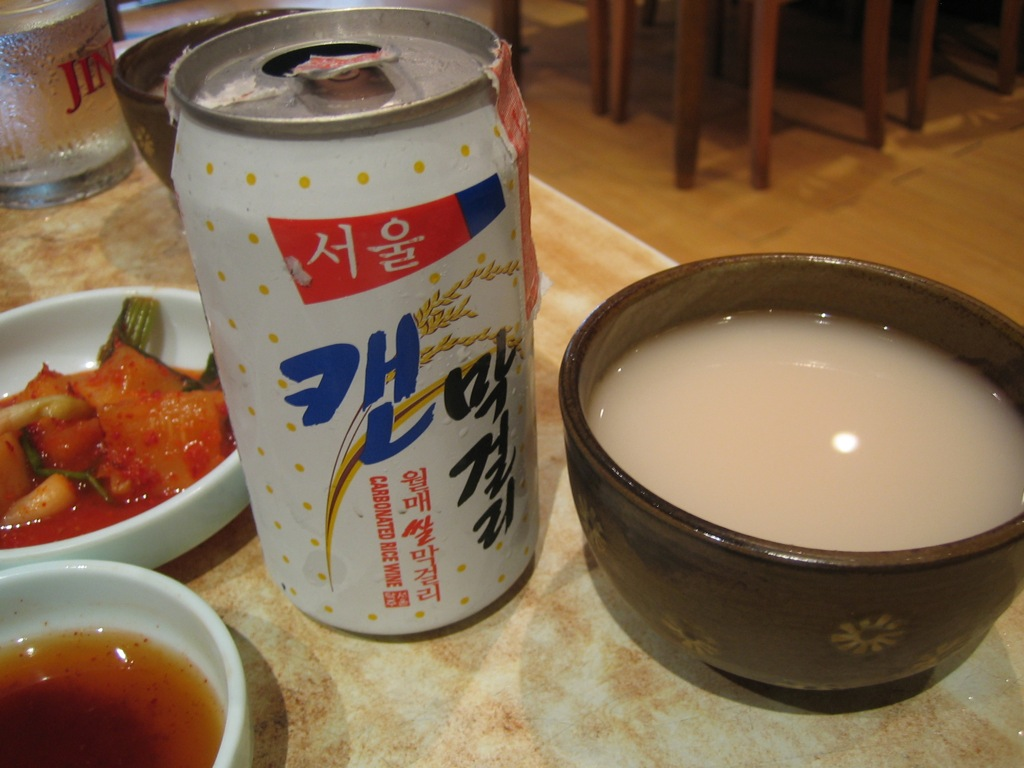
Dobozos makkolli